# Ricardo Tanturi
Ricardo Tanturi (Buenos Aires Argentina, 27 de enero de 1905 – ídem, 24 de enero de 1973) fue un pianista, director de orquesta y compositor dedicado al género del tango.

## Actividad profesional

### Sus comienzos
Nació en el barrio de Barracas, hijo de padres italianos, su primer instrumento fue el violín, que estudió con Francisco Alessio, hasta que su hermano Antonio Tanturi, que era pianista y codirector de la Orquesta Típica Tanturi-Petrone, lo influenció para cambiar el violín por el piano y fue su maestro.
Comenzó su carrera artística en 1924 en clubes, festivales benéficos y, junto con su hermano, en LOY Radio Nacional, que luego pasó a llamarse Radio Belgrano, al mismo tiempo que estudiada Medicina logrando graduarse con buenas calificaciones. En la universidad formó con Raúl Sánchez Reynoso y Antonio Arcieri una jazz band que actuaba ante un público universitario y que contaba como vocalista con Juan Carlos Thorry, y a muchos de los músicos que fueron incorporándose a su orquesta.
En 1931 o 1933 (las fuentes difieren en la fecha) formó un sexteto bautizado “Los Indios” en homenaje a un equipo de polo, deporte al que era aficionado, con el que actuó en cines y teatros. La orquesta debutó en 1934 en el Alvear Palace Hotel y desde entonces  animó las temporadas veraniegas del Hotel Carrasco de Montevideo, en cuya mítica terraza su carta de presentación  era precisamente la marcha “Carrasco”.
Tanturi solía utilizar como presentación el tango, “Los indios”, de Francisco Canaro, si bien nunca lo grabó. Su primer registro discográfico es de 1937 para el sello Odeón, con el tango Tierrita, de Agustín Bardi, en versión instrumental, y A la luz del candil, música de Carlos Vicente Geroni Flores y letra de Alfredo Navarrine, cantado por Carlos Ortega. En una de esas presentaciones  conoció a Osvaldo Valle, director artístico de Radio el Mundo, emisora en la que más adelante Ricardo Tanturi fue una de las figuras centrales de su programación.

### Etapa con Alberto Castillo
El gran salto a la popularidad se produjo en 1939, con la incorporación del cantor Alberto Castillo, un verdadero imán para el público. 
Alberto Castillo rompió con el modelo del cantor de tango vestido como un gran señor, de riguroso traje oscuro, sobrio y con ademanes mesurados. Con un estilo absolutamente original, con aspectos quizás vinculados al aire cachador (humorístico) y arrabalero de Rosita Quiroga, Sofía Bozán o Tita Merello, Castillo mostró su capacidad de interpretar temas de lo más diversos merced a una voz con afinación perfecta, magistral en el uso de los matices y la media voz, que podía imprimir a su canto tanto la ternura o dramatismo que requerían algunos como el tono evocador o humorístico para otros. Se posesionaba del escenario desde que llegaba mostrando su pañuelo cayendo del bolsillo derecho del saco cruzado, el cuello de su camisa desabrochado, la corbata floja, su modo de tomar el micrófono e inclinarlo hacia uno y otro lado, su derecha junto a la boca como si estuviera en la calle, sus ademanes y un modo muy especial de cantar proyectado las vocales.
Su particular fraseo era lo que los bailarines necesitaban y apreciaban; con su voz le ponía ritmo a los pies y él hacía con su garganta lo que otros con el piano o los bandoneones. 
Durante cuatro años –el mejor momento artístico de ambos- Tanturi y Castillo compartirán los beneficios de la fama durante cuatro años. La voz del cantor y la puesta musical del director constituyeron un verdadero suceso que ganó, por derecho propio, un lugar privilegiado en la historia del tango. Clubes de barrio, locales nocturnos y  los principales salones de Buenos Aires, Montevideo, Mar del Plata y Rosario desbordaron de un público ávido de escucharlos.
El 8 de enero de 1941 se grabó el primer disco de Tanturi con su vocalista Alberto Castillo, el vals Recuerdo, de Alfredo Pelaia, que fue todo un éxito de venta y hasta 1943 en que se separó para iniciar su carrera de solista registraron alrededor de cuarenta temas que incluyen algunas de las mejores interpretaciones del cantor. Se recuerdan en especial de esa etapa: Así se baila el tango, grabado en diciembre de 1942, Cómo se pianta la vida, Decile que vuelva, Esta noche me emborracho, Madame Ivonne, Mi piba linda,Moneda de cobre, Muñeca brava, Noches del Colón, Recuerdo malevo, entre otros.
En la década de 1930 el estribillista  había dejado paso en las orquestas de tango al cantor y así el público reconocía a los grandes directores de orquesta por el vocalista que integraba el conjunto, tales los casos de Fiorentino para la orquesta de Troilo, de Chanel para la de Pugliese, de Roberto Rufino para la de Di Sarli o la de Ángel Vargas con la de Ángel D’Agostino. Por eso la desvinculación de Castillo a mediados de 1944 le planteó a Tanturi un desafío pues una mala elección podía causarle una pérdida de prestigio irreparable.

### Llegada de Enrique Campos
Cuando todos esperaban que llegara un cantor parecido a Castillo, incluso algún imitador, Tanturi tuvo el acierto de optar por Enrique Campos. Este uruguayo cuya personalidad artística era opuesta a la de Castillo usaba en su país el nombre de Eduardo Ruiz, pero como en Argentina ya estaban cantando Ricardo Ruiz y Enrique Ruiz, abrió la guía telefónica y al azar eligió el nombre con el que se lo conoció en definitiva. Campos tenía un estilo más melancólico, menos estridente y de una perfecta afinación, no intentaba ningún lucimiento vocal, cantaba con displicencia,  con la sencillez de las cosas humildes. Debutó en Radio El Mundo el 4 de agosto de 1943 con los Muchachos comienza la ronda, de Luis Porcell y Leopoldo Díaz Vélez, y el vals Al pasar, de Raúl Iglesias y Juan Gatti. En los tres años que estuvo con Tanturi antes de irse a la orquesta de Francisco Rotundo, grabaron alrededor de cincuenta temas, algunos realmente notables, destacándose Calor de hogar, Si se salva el pibe y El sueño del pibe. 
Después pasaron por la orquesta Juan Carlos Godoy, Elsa Rivas, Osvaldo Ribó y Roberto Videla; al igual que otras de su época la orquesta de Tanturi fue declinando y en la década de 1960 grabó un único –y último- disco en 1966.

## Labor como compositor
Tanturi compuso los tangos Amigos presente, A otra cosa che pebeta y Pocas palabras con letra de Enrique Cadícamo; Sollozo de bandoneón con Enrique Dizeo, y Ese sos vos con Francisco García Jiménez, entre otros temas musicales.

## Valoración
Tanturi nunca descolló por sus dotes musicales pero logró conducir durante varias décadas una orquesta de renombre, que basó su éxito en la enorme atracción de algunos de los cantores con que contó. Su fama resiste el paso del tiempo, y al resurgir en los últimos años el baile del tango sus grabaciones  son una de las más requeridas por los bailarines. 
Ricardo Tanturi murió en Buenos Aires el 24 de enero de 1973.

## Homenaje
Lleva su nombre, en el barrio de Monserrat, la plazoleta ovalada que se encuentra en el cruce de la avenida Julio A. Roca con las calles Adolfo Alsina y Perú (ocupada casi totalmente por el monumento al expresidente argentino Julio Argentino Roca).